# Hoofdverkeersroute P
De Hoofdverkeersroute P was volgens de lettering van hoofdverkeersroutes de weg van Zwolle via Almelo, Hengelo en Enschede naar Duitsland. De weg liep destijds over de rijksweg 35. Tegenwoordig wordt deze route ongeveer gevormd door de N35 en A35.

## Geschiedenis
In 1937 werd de hoofdverkeersroute P ingesteld. Deze letter verscheen op de kilometerpalen en hectometerpaaltjes naast de weg. In 1957 werd weglettering vervangen door de Wegnummering 1957. Hierdoor kreeg de route het nummer N92 tussen Almelo en Enschede. De delen tussen Zwolle en Almelo en tussen Enschede en Duitsland waren in deze nieuwe wegnummering ongenummerd.